# Side Effects (2013)
Side Effects (bra: Terapia de Risco; prt: Efeitos Secundários) é um thriller psicológico americano de 2013, dirigido por Steven Soderbergh a partir de um roteiro que foi escrito por Scott Z. Burns. O filme é estrelado por Jude Law, Rooney Mara, Catherine Zeta-Jones e Channing Tatum. Foi lançado em 8 de fevereiro de 2013 nos Estados Unidos, e em abril de 2013 no Brasil.

## Elenco
- Jude Law como Dr. Jonathan Banks[10]
- Rooney Mara como Emily Taylor[11]
- Catherine Zeta-Jones como Dr. Victoria Siebert[11]
- Channing Tatum como Martin Taylor[11]
- Vinessa Shaw[12] como Bancos Dierdre
- Polly Draper como chefe de Emily[11]
- David Costabile como Carl Millbank[12]

## Produção
Side Effects anteriormente intitulado de The Bitter Pill é dirigido por Steven Soderbergh, produzido por Lorenzo di Bonaventura, Gregory Jacobs e Z. Scott Burns, que também trabalhou no roteiro. Em janeiro de 2012, foi relatado que o filme ia ser desenvolvido por Annapurna Pictures. Poucas semanas depois, o Annapurna Pictures deixa o projeto, resultando em Endgame Entertainment financiando todo o filme.